# Илија (округ)
Округ Илија или (старогрчки) Елис или Елида је округ у периферији Западна Грчка и историјској покрајини Пелопонез у западном делу Грчке. Управно средиште округа је град Пиргос. Важан је и град Амалијада. У округу Илија налази се древна Олимпија.
Округ Илија је успостављен 2011. године на месту некадашње префектуре, која је имала исти назив, обухват и границе.

## Природне одлике
2010 Dimi Ilias numbered.svg
Округ Илија је смештен на западном Пелопонезу. Са запада округ окружује Јонско море. Са севера округ се граничи са округом Ахаја, са истока са округом Аркадија, а са југа са округом Месинија. На западу, 25 km преко мора, налази се острво и округ Закинтос.
Западни део округа Илија је плодна приморска равница, која у њеном источном делу прелази у ниже планине. Најважнија река је Пинејос, која је преграђена акумулационим језером.
Клима у округу Илија је у приморским деловима средоземна, док у планинским крајевима на истоку због знатне висине она прелази у оштрију планинску варијанту.

## Историја
Округ Илија добила је име по древној старогрчкој области Елис, која је била део Грчке цивилизације. Потом је дошло до освајања овог подручја од стране старог Рима 146. п. н. е.. Касније ово подручје бива прикључено Византији, а у 13. веку освојили су га крсташи, да би средином 15. века Илија постала део Отоманског царства. Под њима ће остати до савременог доба, изузев краја 16. века, када је била под влашћу Млетака.
1821. г. ово подручје било је једно од првих која су узела учешће у Грчком устанку. Одмах по успостављању државе Грчке образована је и префектура Ахаја-Елис, која је подељена на две засебне јединице 1936. г. После Грчко-турског рата 1923. г. на ово подручје се доселило много грчких пребеглица из Мале Азије. Последњих деценија некадашња префектура, данас округ је осавремењен, али је то било успорено честим земљотресима, као и прилично бројним шумским пожарима.

## Становништво
По последњим проценама из 2005. године округ Илија је имао близу 200.000 становника, од чега свега 1/8 живи у седишту округа, граду Пиргосу.
Етнички састав: Главно становништво округа су Грци, а званично признатих историјских мањина нема. И поред тога у округу живи заједница Рома и мања скупина новијих досељеника.
Густина насељености је око 76 ст./км², што је близу просеку Грчке (око 80 ст./км²). Приобална равница на западу и северу је много боље насељена него планинско подручје у унутрашњости Пелопонеза на истоку округа.

## Управна подела и насеља
Округ Илија се дели на 7 општина:
1. Андравида–Килини
2. Андрицина–Крестена
3. Захаро
4. Илида
5. Олимпија
6. Пинејос
7. Пиргос

Пиргос је седиште округа и највећи град. Поре тога, велики град (> 10.000 ст.) у округу је и Амалијада.

## Привреда
Захваљујући релативно великим површинама плодног, равничарског земљишта округ Илија има веома развијену пољопривреду средоземног типа (маслина, агруми, винова лоза, али и поврће, житарице). У приморју је развијено и рибарство, док се у градовима развија лака индустрија. Туризам је тек у повоју за грчке услове.